# Lodowiec Dobrowolskiego (Wyspa Króla Jerzego)
Lodowiec Dobrowolskiego (ang. Dobrowolski Glacier) - lodowiec na Wyspie Króla Jerzego, na wschodnim wybrzeżu Zatoki Martela, u nasady półwyspu Kraków Peninsula, pomiędzy szczytami Precious Peaks a Granią Szafera.
Nazwę nadała polska ekspedycja antarktyczna na cześć Antoniego Bolesława Dobrowolskiego. 